# Bernadette Zurbriggen
Bernadette Zurbriggen (Saas-Grund, 30 agosto 1956) è un'ex sciatrice alpina svizzera.

## Biografia

### Stagioni 1972-1975
Principalmente discesista, ma in grado di farsi valere in tutte le specialità, Bernadette Zurbriggen ottenne i primi piazzamenti internazionali di rilievo agli XI Giochi olimpici invernali di Sapporo 1972, dove si piazzò 7ª nella discesa libera, 18ª nello slalom gigante e non completò lo slalom speciale. Il 25 febbraio dello stesso anno ottenne a Crystal Mountain in discesa libera il primo piazzamento in Coppa del Mondo, chiudendo al 4º posto.
Il 2 marzo 1973 a Mont-Sainte-Anne salì per la prima volta sul podio in Coppa del Mondo giungendo 2ª in slalom gigante alle spalle dell'austriaca Annemarie Moser-Pröll; pochi giorni dopo, il 7 marzo ad Anchorage, ottenne nella medesima specialità la prima vittoria nel circuito. Nella stagione successiva partecipò ai Mondiali di Sankt Moritz 1974, classificandosi 11ª nella discesa libera, mentre nella stagione 1974-1975 in Coppa del Mondo, dopo aver conquistato quattro podi con due vittorie, chiuse al 2º posto nella classifica di discesa libera, superata dalla Moser-Pröll di 4 punti.

### Stagioni 1976-1980
Convocata per i XII Giochi olimpici invernali di Innsbruck 1976, si piazzò 7ª nella discesa libera, 12ª nello slalom speciale e non terminò lo slalom gigante. Anche in quella stagione 1975-1976 in Coppa del Mondo fu 2ª nella classifica di discesa libera, superata dalla vincitrice Brigitte Totschnig di 19 punti; i suoi podi furono sette (tre le vittorie). Nel 1977 vinse la sua ultima gara di Coppa del Mondo, la discesa libera di Schruns del 18 gennaio, e l'anno dopo prese parte ai Mondiali di Garmisch-Partenkirchen 1978, piazzandosi 11ª nella medesima specialità.
Il 2 marzo 1979 conquistò l'ultimo podio in Coppa del Mondo con il 3º posto ottenuto nella discesa libera pre-olimpica di Lake Placid, dietro ad Annemarie Moser-Pröll e a Marie-Theres Nadig; concluse quella stagione 1978-1979, per la terza volta in carriera, al 2º posto nella Coppa del Mondo di discesa libera, staccata di 35 dalla Moser-Pröll. Nel 1980 ottenne il suo ultimo risultato in Coppa del Mondo, l'8º posto nella discesa libera di Arosa del 15 gennaio, e l'ultimo piazzamento in carriera, l'11º posto nella discesa libera dei XIII Giochi olimpici invernali di Lake Placid 1980.

## Palmarès

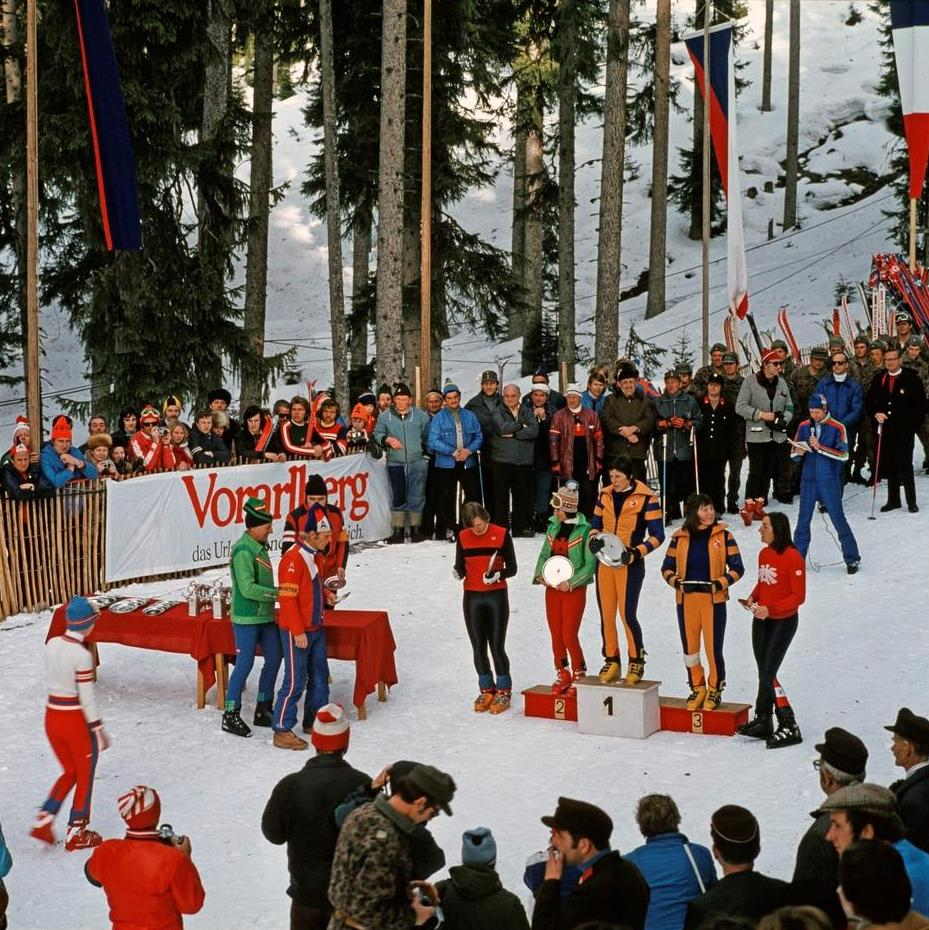
Il podio della discesa libera di Coppa del Mondo disputata il 15 gennaio 1975 a Schruns: Bernadette Zurbriggen (1ª, al centro), Ingrid Gfölner (2ª, a sinistra) e Marie-Theres Nadig (3ª, a destra)

### Coppa del Mondo
- Miglior risultato in classifica generale: 4ª nel 1976
- 18 podi (12 in discesa libera, 4 in slalom gigante, 2 in combinata):
  - 7 vittorie
  - 4 secondi posti
  - 7 terzi posti

#### Coppa del Mondo - vittorie
| Data            | Località    | Paese       | Specialità |
| --------------- | ----------- | ----------- | ---------- |
| 7 marzo 1973    | Anchorage   | Stati Uniti | GS         |
| 15 gennaio 1975 | Schruns     | Austria     | DH         |
| 31 gennaio 1975 | Chamonix    | Francia     | DH         |
| 3 dicembre 1975 | Val-d'Isère | Francia     | DH         |
| 8 gennaio 1976  | Hasliberg   | Svizzera    | DH         |
| 22 gennaio 1976 | Bad Gastein | Austria     | KB         |
| 18 gennaio 1977 | Schruns     | Austria     | DH         |

Legenda:

DH = discesa libera

GS = slalom gigante

KB = combinata

### Campionati svizzeri
- 13 ori (slalom speciale, combinata[1] nel 1971; slalom speciale nel 1972; slalom gigante, slalom speciale, combinata nel 1973; discesa libera nel 1974; discesa libera, combinata nel 1975; discesa libera nel 1976; discesa libera, combinata nel 1978; discesa libera nel 1979)[senza fonte]